# Nayoro
Nayoro (en japonés: 名寄市 Nayoro-shi; en ainu: Nay Oro que significa "en el medio del valle";  es una ciudad en la Subprefectura de Kamikawa, Hokkaido, Japón. Tiene 28.373 habitantes y un área total de 535.23 km².

## Clima
Nayoro tiene el clima continental húmedo típico de la prefectura de Hokkaido, con inviernos fríos, nieve durante esa época.
| Parámetros climáticos promedio de Ciudad Nayoro (1991–2020) | Parámetros climáticos promedio de Ciudad Nayoro (1991–2020) | Parámetros climáticos promedio de Ciudad Nayoro (1991–2020) | Parámetros climáticos promedio de Ciudad Nayoro (1991–2020) | Parámetros climáticos promedio de Ciudad Nayoro (1991–2020) | Parámetros climáticos promedio de Ciudad Nayoro (1991–2020) | Parámetros climáticos promedio de Ciudad Nayoro (1991–2020) | Parámetros climáticos promedio de Ciudad Nayoro (1991–2020) | Parámetros climáticos promedio de Ciudad Nayoro (1991–2020) | Parámetros climáticos promedio de Ciudad Nayoro (1991–2020) | Parámetros climáticos promedio de Ciudad Nayoro (1991–2020) | Parámetros climáticos promedio de Ciudad Nayoro (1991–2020) | Parámetros climáticos promedio de Ciudad Nayoro (1991–2020) | Parámetros climáticos promedio de Ciudad Nayoro (1991–2020) |
| Mes                                                         | Ene.                                                        | Feb.                                                        | Mar.                                                        | Abr.                                                        | May.                                                        | Jun.                                                        | Jul.                                                        | Ago.                                                        | Sep.                                                        | Oct.                                                        | Nov.                                                        | Dic.                                                        | Anual                                                       |
| ----------------------------------------------------------- | ----------------------------------------------------------- | ----------------------------------------------------------- | ----------------------------------------------------------- | ----------------------------------------------------------- | ----------------------------------------------------------- | ----------------------------------------------------------- | ----------------------------------------------------------- | ----------------------------------------------------------- | ----------------------------------------------------------- | ----------------------------------------------------------- | ----------------------------------------------------------- | ----------------------------------------------------------- | ----------------------------------------------------------- |
| Temp. máx. abs. (°C)                                        | 5.3                                                         | 10.1                                                        | 14.8                                                        | 26.4                                                        | 32.2                                                        | 35.4                                                        | 36.4                                                        | 35.6                                                        | 31.3                                                        | 26.0                                                        | 20.2                                                        | 10.3                                                        | 36.4                                                        |
| Temp. máx. media (°C)                                       | -4.2                                                        | -2.7                                                        | 2.0                                                         | 9.3                                                         | 17.5                                                        | 22.3                                                        | 25.6                                                        | 25.7                                                        | 21.4                                                        | 14.2                                                        | 5.3                                                         | -1.8                                                        | 11.2                                                        |
| Temp. media (°C)                                            | -8.6                                                        | -8.0                                                        | -3.0                                                        | 3.8                                                         | 10.8                                                        | 15.6                                                        | 19.5                                                        | 19.9                                                        | 15.2                                                        | 8.3                                                         | 1.5                                                         | -5.4                                                        | 5.8                                                         |
| Temp. mín. media (°C)                                       | -14.7                                                       | -14.9                                                       | -9.1                                                        | -1.7                                                        | 4.1                                                         | 9.6                                                         | 14.4                                                        | 15.1                                                        | 9.9                                                         | 3.1                                                         | -2.3                                                        | -10.1                                                       | 0.3                                                         |
| Temp. mín. abs. (°C)                                        | -34.5                                                       | -35.7                                                       | -30.2                                                       | -16.5                                                       | -5.9                                                        | -1.0                                                        | 3.4                                                         | 4.3                                                         | 0.3                                                         | -6.0                                                        | -18.1                                                       | -29.4                                                       | -35.7                                                       |
| Precipitación total (mm)                                    | 49.4                                                        | 38.7                                                        | 44.2                                                        | 45.5                                                        | 60.6                                                        | 65.2                                                        | 129.4                                                       | 136.1                                                       | 138.1                                                       | 115.6                                                       | 108.5                                                       | 83.1                                                        | 1014.4                                                      |
| Nevadas (cm)                                                | 186                                                         | 147                                                         | 128                                                         | 33                                                          | 0                                                           | 0                                                           | 0                                                           | 0                                                           | 0                                                           | 3                                                           | 104                                                         | 225                                                         | 826                                                         |
| Días de lluvias (≥ 1 mm)                                    | 16.6                                                        | 14.1                                                        | 14.0                                                        | 10.9                                                        | 10.4                                                        | 9.2                                                         | 10.6                                                        | 11.4                                                        | 13.6                                                        | 16.1                                                        | 19.3                                                        | 21.3                                                        | 167.5                                                       |
| Días de nevadas (≥ 1 mm)                                    | 20.5                                                        | 18.2                                                        | 16.0                                                        | 4.6                                                         | 0                                                           | 0                                                           | 0                                                           | 0                                                           | 0                                                           | 0.4                                                         | 10.2                                                        | 22.2                                                        | 92.1                                                        |
| Horas de sol                                                | 58.6                                                        | 79.1                                                        | 116.2                                                       | 147.9                                                       | 178.1                                                       | 159.7                                                       | 148.7                                                       | 142.0                                                       | 139.4                                                       | 109.9                                                       | 50.7                                                        | 37.6                                                        | 1367.9                                                      |
| Fuente n.º 1: Agencia Meteorológica de Japón                |                                                             |                                                             |                                                             |                                                             |                                                             |                                                             |                                                             |                                                             |                                                             |                                                             |                                                             |                                                             |                                                             |
| Fuente n.º 2: Agencia Meteorológica de Japón                |                                                             |                                                             |                                                             |                                                             |                                                             |                                                             |                                                             |                                                             |                                                             |                                                             |                                                             |                                                             |                                                             |